# Dolichopus kjari
Dolichopus kjari är en tvåvingeart som beskrevs av Stackelberg 1929. Dolichopus kjari ingår i släktet Dolichopus och familjen styltflugor. Inga underarter finns listade i Catalogue of Life.